# Бенак (Арјеж)
Бенак (фр. Bénac) насеље је и општина у јужној Француској у региону Миди Пирене, у департману Арјеж која припада префектури Фоа.
По подацима из 2011. године у општини је живело 169 становника, а густина насељености је износила 60,36 становника/km². Општина се простире на површини од 2,8 km². Налази се на средњој надморској висини од 550 метара (максималној 920 m, а минималној 455 m).

## Демографија
| 1962. | 1968. | 1975. | 1982. | 1990. | 1999. | 2011. |
| ----- | ----- | ----- | ----- | ----- | ----- | ----- |
| 95    | 107   | 86    | 118   | 125   | 152   | 169   |

График промене броја становника у току последњих година